# Zickra (Auma-Weidatal)
Zickra ist ein Ortsteil der Landgemeinde Stadt Auma-Weidatal im Landkreis Greiz in Thüringen.

## Geografie
Der Weiler Zickra liegt auf einer kleinen Hochebene des nach Norden auslaufenden Südostthüringer Schiefergebirges in kupierten, teilweise von Wald eingefriedeten Gelände. Zickra befindet sich von Auma südöstlich etwas abgelegen und ist über eine Verbindungsstraße erreichbar.

## Geschichte
Der Weiler mit neun Anwesen besitzt eine Kirche, die 1823 auf den Mauern einer Vorgängerkirche aufgebaut wurde. Die urkundliche Ersterwähnung des Weilers wurde am 20. August 1441 archiviert.

## Mit Zickra verbundene Persönlichkeiten
- Günther Eckardt (* 1933), Maler und Grafiker
- Johanna Eckardt-Neudeck (* 1935), Holzkünstlerin